# ゼロの旧ザク
『機動戦士ガンダム ゼロの旧ザク』（きどうせんしガンダム ゼロのきゅうザク）は、岡本一広による日本の漫画作品。角川書店のガンダムシリーズ専門誌『ガンダムエース』にて、『ゼロの旧ザク』のタイトルで2008年6月号より2010年1月号まで連載された。

## あらすじ
宇宙世紀0079。一年戦争末期において当初は優勢であったジオン公国軍は、連邦軍のモビルスーツ開発の成功を境に敗色の色が見え始めていた。また、戦争により喪失した人員を確保するためにまだあどけない少年少女達を徴兵せざるを得なかったのである。これはその少年兵の一人であるニルス・テオレルが旧ザクに乗って駆け巡る物語である。

## 登場人物
ニルス・テオレル
ジオン公国軍の少年兵で、階級は軍曹。幼い外見に似合わずに卓越したMS操縦技術を持っており、「紙一重のニルス」という異名を持っている。しかし、生来の優しさから敵を撃つことをためらい、未だ撃墜数はゼロであることから、同胞にはよくからかわれている。搭乗機はMS-05BザクI。ア・バオア・クー攻防戦を生き残り、戦後はデブリ回収業者の作業機パイロットとして働いている。
マリー・シーン
メカニックで、ニルスが乗るザクIのメンテナンス担当でもある。ニルスの姉的存在で、敵を撃つことをためらう彼を心配している。戦後は父が経営する整備会社で整備工をやっていたが、アナハイム社に合併されたためにしばらくしてデブリ回収のスペース・トラッシュ社へ転職し、アーサーらと再会する。
ジルト
ソロモン守備隊のリック・ドム部隊小隊長で、階級は少尉。ニルスの上司で、ソロモン脱出の際にニルスを庇って戦死する。
アーサー
チベ級重巡洋艦チェーホフのMSパイロットで、階級は伍長。アンジェリーナに好意を寄せている。終戦後、デブリ回収のスペース・トラッシュ社に就職し、主任に昇進している。アンジェリーナへのアプローチはまだ実っていない。
タミル / カミル
チベ級重巡洋艦チェーホフのMSパイロット。双子でそれぞれが上級兵。階級が上であるはずのニルスをよく馬鹿にする。終戦後、デブリ回収のスペース・トラッシュ社に就職し、アーサーらと再会する。
シフォン・C・サイモン
偵察部隊のMSパイロットで、階級は曹長。搭乗機はMS-06E強行偵察型ザク。連邦軍のア・バオア・クー攻略作戦の情報を入手したところで見つかって部隊は全滅し、暗礁空域を漂っていたところをニルスに助けられる。しかし、その時の後遺症で視力が低下してしまう。レビル将軍の第1艦隊に迫ったが、ソーラ・レイの照射に巻き込まれる。
アンジェリーナ
チベ級重巡洋艦チェーホフのMSパイロットで、階級は少尉。艦長のイリアスとは結婚の約束をしていたが、彼の亡き後はチェーホフの艦長に任命される。戦後、イリアスの子を出産する。

## 登場兵器

### ジオン公国軍
- MS-05 ザクI
- MS-06 ザクII
- MS-06E 強行偵察型ザク
- MS-06F ザク・マインレイヤー
- MS-09R リック・ドム
- MS-14 ゲルググ
- MSN-01 サイコミュ高機動試験用ザク
- MSN-02 ジオング
- ガトル

### 地球連邦軍
- RGM-79 ジム
- RGC-80 ジム・キャノン
- RB-79 ボール
- RX-75 ガンタンク
- RX-77 ガンキャノン
- RX-78-2 ガンダム
- FF-X7-Bst コア・ブースター

## 単行本
1. 2009年6月26日刊行　ISBN 978-4-04-715256-4
2. 2010年1月23日刊行　ISBN 978-4-04-715376-9